# 599019 Jerzymadej
599019 Jerzymadej è un asteroide della fascia principale esterna. Scoperto nel 2009, presenta un'orbita caratterizzata da un semiasse maggiore pari a 3,102637 UA e da un'eccentricità di 0,293112, inclinata di 3,071013° rispetto all'eclittica.
Jerzy Madej (nato nel 1950) è un astronomo polacco e professore all'Osservatorio di Varsavia. È stato a lungo immobile (a parte le dita). I suoi contributi significativi includono la modellizzazione delle atmosfere non stazionarie delle stelle di neutroni e la diffusione Compton della radiazione.